# Universités à Louvain

Armoiries de l'ancienne université de Louvain (1425-1797).

La ville de Louvain, dans l'ancien duché de Brabant, fut à partir de 1425 et de façon presque ininterrompue, le siège d'une université, laquelle lui assura sa prospérité au cours des siècles. Cette université exista sous trois formes, institutionnellement distinctes. L'ancienne Université de Louvain, fondée en 1425, fut supprimée en 1797, sous le régime français. En réponse à la demande de son rétablissement, l'université d'État de Louvain, où plusieurs professeurs de l'ancienne université reprirent leurs enseignements, fut établie en ses murs en 1817, sous le régime hollandais, puis, après l'indépendance du pays, fut supprimée en 1835. Enfin la nouvelle Université catholique fondée à Malines en 1834, sollicitée par la municipalité de Louvain après la suppression de l'université d'État, s'y établit à son tour en 1835, comme Université catholique de Louvain, dans la continuité voulue de la première. Après le départ de Louvain de l'aile francophone de cette université (1968-1979; voir UCLouvain), y demeure celle qui se nomme aujourd'hui KU Leuven (Katholieke Universiteit Leuven), tandis que la ville a aussi vu la fondation d'un collège universitaire et d'une faculté de théologie protestante en 1981.

## Université de Louvain
En 1425 : l'Université de Louvain ou Studium Generale Lovaniense ou Universitas studiorum Lovaniensis, fut fondée par un prince français, Jean de Bourgogne (Jean IV duc de Brabant), avec le consentement du pape Martin V. Cette université, comme toutes les autres universités de la République Française qui avait entrepris la modernisation de l'enseignement public, a été supprimée officiellement, sous le Directoire, par décret du département de la Dyle du 25 octobre 1797, pris en application de la loi du 15 septembre 1793 qui supprimait tous les collèges et universités de la République. Son successeur officiel a été l'École centrale de Bruxelles. L'ancienne université de Louvain, de Baïus et Jansénius, qui en furent tous deux recteurs, jusqu'à Pierre Stockmans, Néercassel, Josse Le Plat et surtout le fameux Van Espen et son disciple Febronius, fut jusqu'à la fin de l'Ancien régime, le grand centre doctrinal du jansénisme en Europe. L'ancienne université de Louvain était une institution officielle, indépendante des évêques, ne relevant que de ses propres tribunaux, « elle formait », comme l'écrit Van Even, « dans le duché de Brabant, une petite république libre et indépendante, régie par des lois particulières » et dont le corps professoral était en grande partie nommé et rémunéré par le pouvoir civil, le reste étant à la collation de la Faculté des arts.
- en 1517, le Collegium Trilingue institut universitaire, fut une institution humanistique à l'origine indépendante de l'Université, mais intégrée ensuite parmi les divers collegia formant l'institution.

## Université d'État de Louvain
En 1817, fondation de l'université d'État de Louvain. Cette université, où plusieurs professeurs de l'ancienne université de Louvain ont enseigné, faisant ainsi un pont et un lien avec l'ancienne université, et dont l'existence était peu connue voire un sujet tabou, a été supprimée officiellement par la loi du 27 septembre 1835, et a fermé ses portes le 15 août 1835.
L'université d'État de Louvain, qui a formé plus de 8 000 étudiants, fut, selon les recherches d'Arlette Graffart, une université ayant donné un enseignement de qualité. Ceci contredisant l'opinion de deux professeurs de l'université catholique de Louvain, le chanoine Roger Aubert et Léon van der Essen. En effet, d'après ce dernier, l'Université d'État de Louvain est un « véritable avorton ». Quant au chanoine Roger Aubert, il affirme que « dans l'ensemble, l'apport scientifique de ces professeurs, trop peu nombreux et accablés par leur charge d'enseignement, fut très pauvre, comme ce fut du reste le cas à Liège et à Gand ». Et pourtant, selon les conclusions d'Arlette Graffart « l'enseignement fourni par cette université "qui ne trompa personne" et sur laquelle le discrédit fut jeté par les partisans de la fondation d'une université catholique, ne devait pas être aussi déplorable que certains le firent croire à l'époque ».

## Université catholique de Louvain

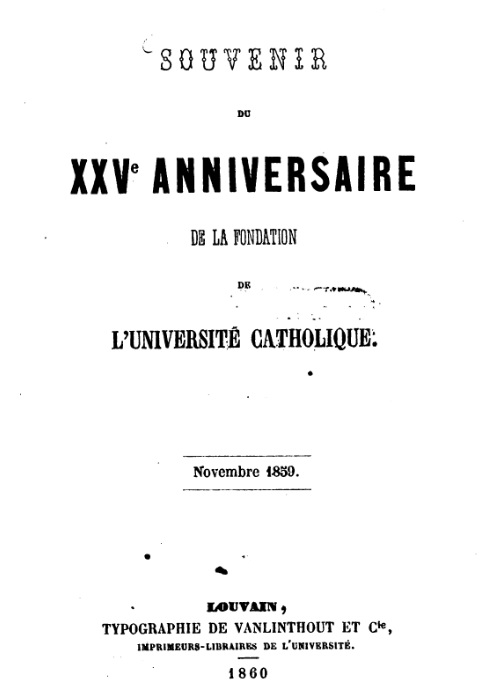
Livre publié pour célébrer le 25ème anniversaire de la fondation de l'Université catholique de Louvain le 3 novembre 1859.

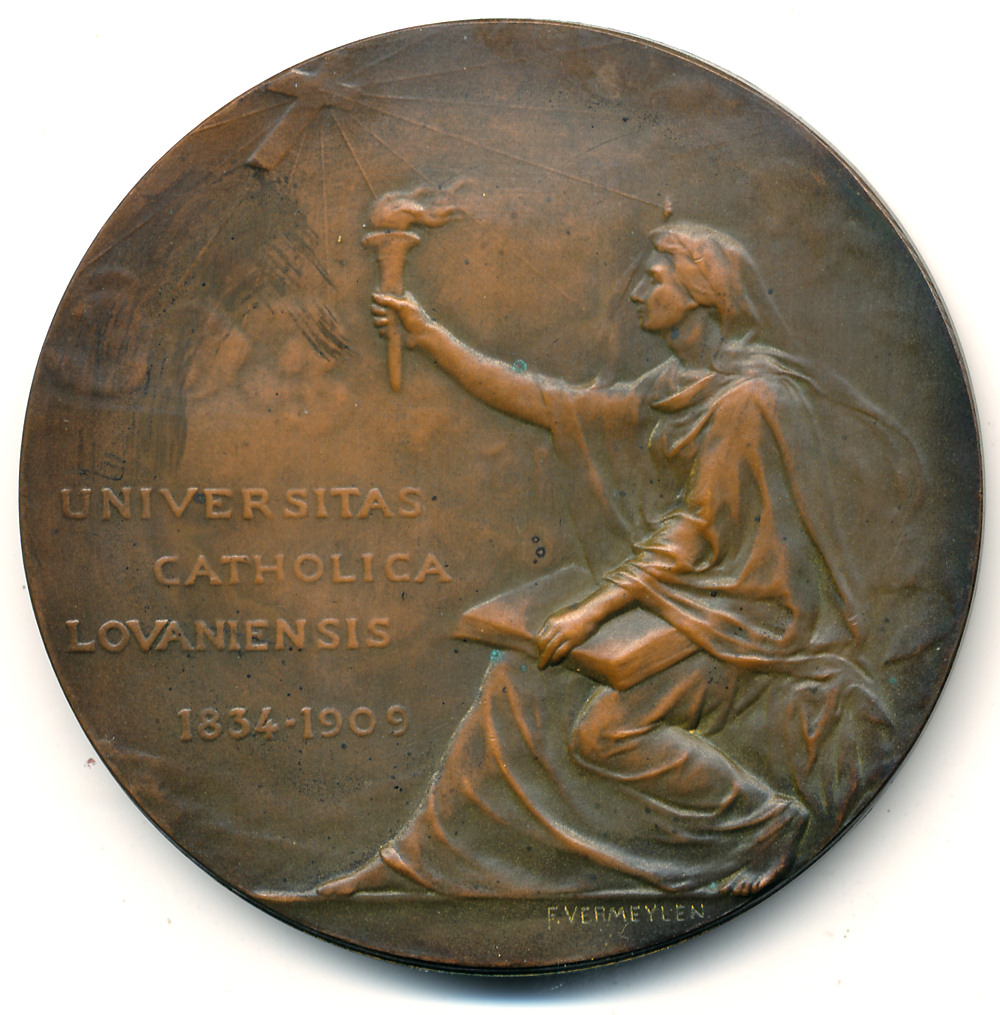
de la réinstallation de l'université catholique de Louvain 1834-1909, médaille bronze, 60 mm, signée Frantz Vermeylen.

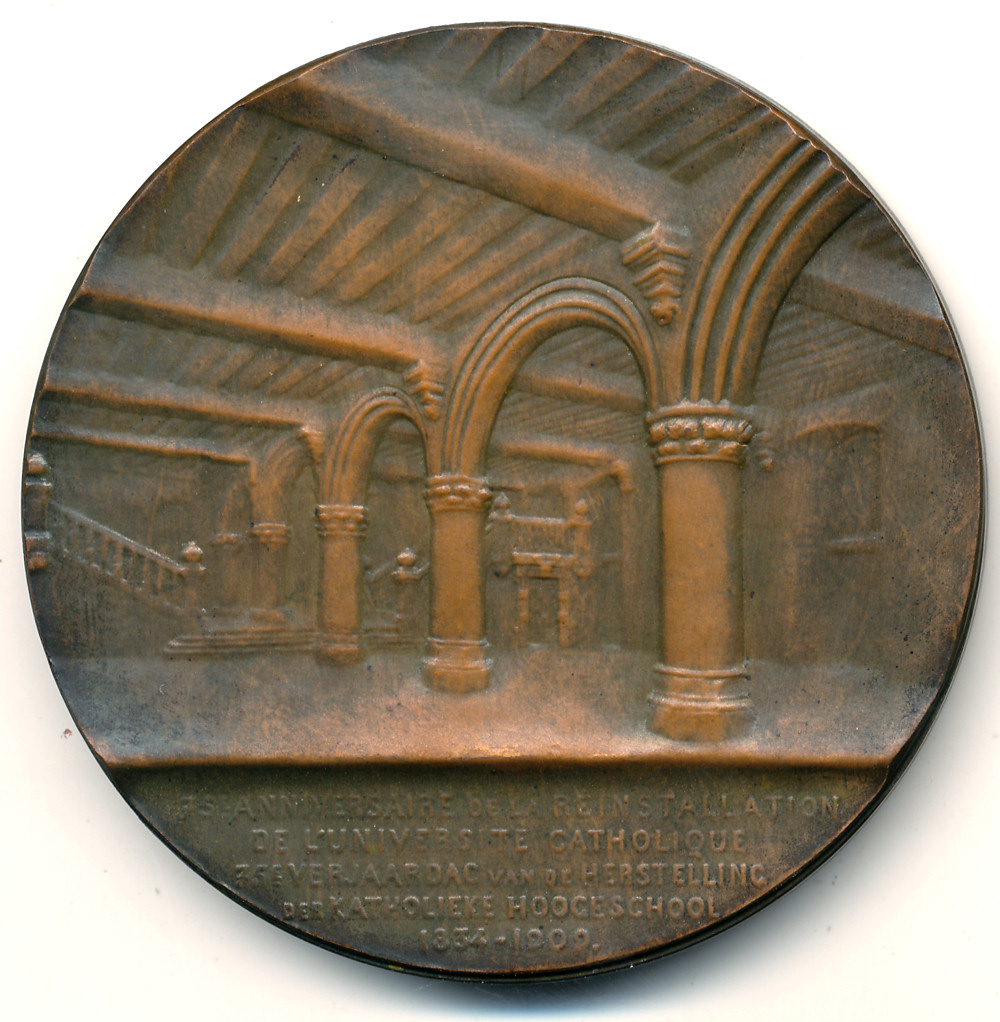
Revers de la médaille, la grande et belle salle des pas-perdus des Halles de Louvain.

En 1835, la nouvelle université catholique de Belgique dite université catholique de Malines, fondée en 1834 à Malines par les évêques de Belgique, suivant une bulle du pape Grégoire XVI, s'installa à Louvain et prit le nom d'université catholique de Louvain. Cette nouvelle  université libre et privée, fondée par les évêques de Belgique par bref du 13 décembre 1833 de Grégoire XVI, dans l'esprit des universités grégoriennes de la reconquête catholique entreprise par ce pape, et dont la direction était composée uniquement d'ecclésiastiques mais dont le corps professoral était formé de nombreux savants de renom, régnicoles ou étrangers, principalement allemands, est placée sous la direction et l'autorité directe des évêques de Belgique. 
- en 1968, cette université s'est divisée en deux établissements différents (voir Affaire de Louvain) :
  - L’Université catholique de Louvain (UCLouvain), francophone, dont le siège s'est déplacé à Louvain-la-Neuve, une nouvelle ville créée dans le Brabant wallon, et à Louvain-en-Woluwe, dans la Région bruxelloise. Elle possède des implantations à Namur, Mons, Charleroi, Bruxelles, Saint-Gilles et Tournai.
  - La Katholieke Universiteit Leuven (KU Leuven), néerlandophone, dont le siège est resté à Louvain, dans le Brabant flamand. Elle possède aussi des implantations à Courtrai, Anvers, Gand, Bruges, Geel, Ostende, Diepenbeek, Wavre-Sainte-Catherine, Alost, Bruxelles et Schaerbeek.

## Faculté de théologie évangélique de Louvain
En 1981, fut fondée à Louvain (Heverlee), la Faculté de théologie évangélique de Louvain (Evangelische Theologische Faculteit Leuven) une faculté universitaire protestante privée délivrant les diplômes de bachelier, de maître et de docteur en théologie, ayant son origine dans l'Institut biblique belge fondé à Bruxelles en 1919.